# Bert De Backer
Pour les articles homonymes, voir De Backer.
Bert De Backer, né le 2 avril 1984 à Eeklo, est un coureur cycliste belge, professionnel entre 2009 et 2021.

## Biographie
Bert De Backer devient coureur professionnel en 2009 au sein de l'équipe néerlandaise Skil-Shimano. En 2010, il est privé de compétition pendant plusieurs mois à cause d'un problème à l'artère fémorale nécessitant une opération. Il est néanmoins conservé dans l'effectif de l'équipe pour l'année 2011. En juillet 2011, son contrat est prolongé pour la saison 2012. En juillet 2012, son contrat avec Argos-Shimano est prolongé pour deux ans. En 2013, il dispute le Tour d'Italie, son premier grand tour, et obtient sa première victoire chez les professionnels en gagnant le Grand Prix Jef Scherens en septembre. Il participe à nouveau au Tour d'Italie en 2014. En juin, une chute au Ster ZLM Toer lui cause une fracture de l'omoplate. Il reprend la compétition en septembre au Ster ZLM Toer. À l'issue de la saison 2014, le contrat qui le lie à Giant-Shimano est prolongé de trois ans.
Au mois d'août 2017, il s'engage avec la nouvelle équipe continentale professionnelle créée par Jérôme Pineau.
En août 2020, il se classe dixième de la course À travers le Hageland remportée par le coureur belge Jonas Rickaert.
De Backer arrête sa carrière professionnelle en fin d'année 2021.

## Palmarès

### Palmarès amateur
- 2000
  - 3e du Circuit Het Volk débutants
- 2002
  - 3e du Circuit Het Volk juniors
- 2005
  - 2e du Grand Prix Nieuwkerken-Waas
- 2007
  - Grand Prix de la ville de Geluwe
  - 2e de la Zuidkempense Pijl
  - 3e de la Gooikse Pijl
- 2008
  - Vainqueur de la Topcompétition
  - Classement général des Deux Jours du Gaverstreek
  - Zellik-Galmaarden
  - Gullegem Koerse
  - 1re étape du Tour de Namur
  - Mémorial Danny Jonckheere
  - 2e du Circuit du Pévèle

### Palmarès professionnel
- 2013
  - Grand Prix Jef Scherens
  - 2e du Stadsprijs Geraardsbergen

## Résultats sur les grands tours

### Tour d'Italie
4 participations
- 2013 : 157e
- 2014 : 133e
- 2015 : 158e
- 2016 : abandon (14e étape)

## Classements mondiaux
| Année           | 2007 | 2008 | 2009 | 2010 | 2011 | 2012 | 2013 | 2014 | 2015 |
| --------------- | ---- | ---- | ---- | ---- | ---- | ---- | ---- | ---- | ---- |
| UCI World Tour  |      |      |      |      |      |      | nc   | nc   | nc   |
| UCI Asia Tour   |      |      | 247e |      |      |      |      |      |      |
| UCI Europe Tour | 800e | 792e |      | 328e | 648e | 600e |      |      |      |